# Balance (Van Halen)
| Recensione    | Giudizio |
| ------------- | -------- |
| AllMusic      |          |
| Rolling Stone |          |

Balance è il decimo album in studio del gruppo musicale statunitense Van Halen, pubblicato il 24 gennaio 1995 dalla Warner Bros. Records.
Si tratta del quarto e ultimo disco in studio inciso con Sammy Hagar. Il cantante infatti sarà escluso dal gruppo l'anno seguente a causa di alcune tensioni venute a galla durante le registrazioni di un brano facente parte della colonna sonora del film Twister. La pubblicazione giapponese contiene una traccia in più, intitolata Crossing Over, in cui Eddie van Halen suona tutti gli strumenti (aiutato dal fratello Alex che sovraincide alcuni stacchi di batteria); il brano venne utilizzato come lato B del singolo Can't Stop Lovin' You. L'album fu anche pubblicato in vinile con una tracklist leggermente alterata.

## Storia
L'album venne registrato in un periodo di tensione tra Sammy Hagar e i fratelli Eddie e Alex van Halen. La band lavorò otto ore al giorno per tre settimane per registrare l'album. La prima canzone del disco, The Seventh Seal, viene aperta da un coro di monaci e presenta sfumature mistiche. Il brano si caratterizza per un vasto muro di chitarra stile U2 che spinge la band verso il terreno più oscuro che abbia mai affrontato. Il titolo è un riferimento al film Il settimo sigillo di Ingmar Bergman.
L'album si sposta poi in tematiche personali con Can't Stop Lovin' You. La canzone venne composta dal punto di vista della ex-moglie di Hagar, il quale era convinto che lei fosse ancora innamorata di lui. Successivamente il disco presenta alcuni tra gli episodi più duri e cupi della discografia della band, come Don't Tell Me (What Love Can Do) e la conclusiva Feelin'. Sono inoltre presenti ben tre brani strumentali: Strung Out, in cui Eddie pizzica le corde interne di un pianoforte con oggetti di vario tipo e che funge da intro alla ballata Not Enough; Doin' Time, che è un breve assolo di batteria di Alex; e Baluchitherium, un assolo di chitarra che richiama sin dal titolo il più grande mammifero terrestre. Quest'ultimo brano non è presente nell'edizione in vinile dell'album.
I due fratelli Van Halen ebbero dei problemi anche con il bassista Michael Anthony, padre di due bambine e non più in grado di lavorare con la band a tempo pieno. Anthony presenziò alle registrazioni solo due ore a pomeriggio. Nonostante questo, la band riuscì a completare l'album e raggiungere per la quarta volta consecutiva il primo posto in classifica. La maggior parte di Balance è stata registrata ai 5150 Studios di proprietà di Eddie, a Los Angeles, ad eccezione di alcune parti vocali incise ai Little Mountain Sound Studios di Vancouver, dove risiedeva il produttore dell'album Bruce Fairbairn.
L'uscita dell'album fu seguita dal Balance Ambulance Tour, rinominato scherzosamente "ambulance" in quanto Eddie stava avendo alcuni problemi all'anca, mentre contemporaneamente il fratello Alex era costretto a indossare un collare. Finito il tour, si sciolse la seconda formazione dei Van Halen, quando Sammy Hagar lasciò la band nel giugno 1996.
Così come per tutti i quattro album incisi con Hagar, Balance raggiunse la prima posizione della Billboard 200. Debuttò direttamente al primo posto, vendendo circa 295 000 copie nella prima settimana, superando così il precedente For Unlawful Carnal Knowledge che aveva debuttato con 243 000 copie nell'estate 1991. Fu l'ultimo lavoro di inediti del gruppo capace di raggiungere la vetta della classifica, se si esclude la raccolta Best Of - Volume I pubblicata l'anno successivo. Fu inoltre il primo disco della band che entrò nella top 10 nel Regno Unito, dove si posizionò all'ottavo posto.

## Copertina
La copertina dell'album consiste in una foto di due gemelli siamesi nudi seduti su di un'altalena. In realtà, si tratta di un solo bambino, sdoppiato e sovrapposto digitalmente su uno sfondo realizzato con Corel Painter. Alcuni paesi si rifiutarono di vendere l'album, citando la nudità del bambino come offensiva. In Giappone la copertina è stata distribuita mostrando il bambino normale, senza la parte del gemello siamese. Al suo interno, il compact disc raffigura il celebre dipinto dell'Uomo vitruviano di Leonardo da Vinci.

## Tracce
Testi e musiche di Sammy Hagar, Eddie van Halen, Alex van Halen e Michael Anthony.
1. The Seventh Seal – 5:18
2. Can't Stop Lovin' You – 4:07
3. Don't Tell Me (What Love Can Do) – 5:56
4. Amsterdam – 4:45
5. Big Fat Money – 3:57
6. Strung Out (strumentale) – 1:28
7. Not Enough – 5:12
8. Aftershock – 5:28
9. Doin' Time (strumentale) – 1:41
10. Baluchitherium (strumentale) – 4:04
11. Take Me Back (Déjà Vu) – 4:42
12. Feelin' – 6:34

Traccia bonus nell'edizione giapponese
1. Crossing Over – 4:49

## Formazione

### Gruppo
- Sammy Hagar – voce
- Eddie van Halen – chitarra, pianoforte, cori
- Michael Anthony – basso, cori
- Alex van Halen – batteria, percussioni

### Altri musicisti
- The Monks of Gyuro Tantric University – coro in The Seventh Seal
- Steve Lukather – cori in Not Enough

### Produzione
- Bruce Fairbairn – produzione
- Erwin Musper, Mike Plotnikoff – ingegneria del suono
- Mike Fraser – missaggio
- George Marino – mastering
- Jeri Heiden – direzione artistica
- Randee Saint Nicholas – fotografia
- Glen Wexler – copertina

## Classifiche
| Classifica (1995) | Posizione massima |
| ----------------- | ----------------- |
| Australia         | 9                 |
| Austria           | 18                |
| Canada            | 2                 |
| Europa            | 6                 |
| Finlandia         | 5                 |
| Francia           | 18                |
| Germania          | 8                 |
| Giappone          | 2                 |
| Italia            | 15                |
| Norvegia          | 17                |
| Nuova Zelanda     | 16                |
| Paesi Bassi       | 5                 |
| Portogallo        | 4                 |
| Regno Unito       | 8                 |
| Stati Uniti       | 1                 |
| Svezia            | 5                 |
| Svizzera          | 6                 |